# Hockey Club Asiago 2001-2002
Questa pagina contiene i dati relativi alla stagione hockeystica 2001-2002 della società di hockey su ghiaccio HC Asiago.

## Piazzamento
- Campionato: 3º posto in serie A1.
- Coppe europee: Eliminato nel girone semifinale di Continental Cup.
- Finalista di Supercoppa Italiana coi Vipers Milano.
- Vince la Coppa Italia (3º titolo).

## Roster
- François Gravel
- Gianfranco Basso
- Nicola Lobbia
- Valentino Vellar
- Gianluca Schivo
- Fabio Rigoni
- Mike Burman
- Luigi Da Corte
- Andrea Rodeghiero
- Luca Roffo
- Stefano Frigo
- Franco Vellar
- Michele Strazzabosco
- Giovanni Marchetti
- Riccardo Mosele
- Fabio Armani
- Pierangelo Cibien
- Luca Rigoni
- John Parco
- Eric Lecompte
- Lucio Topatigh
- Jason Cirone
- Martin Gendron
- Eric Houde
- Giorgio De Bettin

### Allenatore
Benoît Laporte